# Antzuola
Antzuola é um município da Espanha na província de Guipúscoa, comunidade autónoma do País Basco, de área 27,72 km² com população de 2121 habitantes (2007) e densidade populacional de 76,52 hab./km².

## Demografia
| Variação demográfica do município entre 1991 e 2004 | Variação demográfica do município entre 1991 e 2004 | Variação demográfica do município entre 1991 e 2004 | Variação demográfica do município entre 1991 e 2004 |
| --------------------------------------------------- | --------------------------------------------------- | --------------------------------------------------- | --------------------------------------------------- |
| 1991                                                | 1996                                                | 2001                                                | 2004                                                |
| 2062                                                | 1936                                                | 1899                                                | 1946                                                |